# Селенях
Селеня̀х (на руски: Селеннях; на якутски: Силээннээх) е река в Азиатската част на Русия, Източен Сибир, Република Якутия (Саха), ляв приток на река Индигирка. Дължината ѝ е 796 km, която ѝ отрежда 73-то място по дължина сред реките на Русия.
Река Селенях се образува от сливането на реките Нямня (22 km, лява съставяща) и Харги-Салаа (49 km, дясна съставяща), водещи началото си от северозападните покрайнини на планинската веригаЧерски, на 417 m н.в., в североизточната част на Република Якутия (Саха). Първите близо 400 km тече на юг-югоизток през северозападната част на Момо-Селеняхската падина, след което завива на изток и протича през югозападната част на Абийската низина. Влива се отляво в река Индигирка), при нейния 755 km, на 31 m н.в., на 19 km североизточно от село Куберганя, в североизточната част на Република Якутия (Саха).
Водосборният басейн на Селенях има площ от 30,8 хил. km2, което представлява 8,56% от водосборния басейн на река Индигирка. В басейнът на реката има около 3500 езера с обща площ от 537 km2.
Водосборният басейн на Селенях граничи със следните водосборни басейни:
- на север и юг – водосборните басейни на реките Уяндина и Сюрюктях, леви притоци на Индигирка;
- на запад – водосборния басейн на река Яна, вливаща се в море Лаптеви;
- на северозапад – водосборния басейн на река Чондон, вливаща се в море Лаптеви;

Река Селенях получава 227 притока с дължина над 10 km, като 2 от тях е с дължина над 100 km:
- 302 ← Бьорьольох 154 / 3950
- 175 ← Буор-Юрях 116 / 2780

Подхранването на реката е снежно-дъждовно, като преобладава дъждовното. Характерно е пролетно-лятно пълноводие и лятно-есенни прииждания в резултат на поройни дъждове, при които нивото ѝ се повишава и залива обширни райони. Среден годишен отток в устието 180 m3/s, което като обем се равнява на 5,681 km3. Реката замръзва в началото на октомври, а се размразява в края на май. От декември до април Селенях замръзва до дъно.
По течението на Нелгесе няма постоянни населени места. В басейна на реката са открити находища на каменни въглища, нефт, газ, цветни метали, злато, уран и полускъпоценни камъни, които не се разработват. Реката е богата на риба.